# Prostitution à Sainte-Lucie
La prostitution à Sainte-Lucie est un phénomène répandu malgré son interdiction légale.

## Description
La prostitution est illégale à Sainte-Lucie, mais est tolérée. Les lois sur la répression de la prostitution y sont rarement appliquées.
Le pays fait partie des destinations de tourisme sexuel féminin. 
Le trafic sexuel et la prostitution enfantine sont des problèmes dans le pays.